# Prefektura apostolska Jian’ou
Prefektura apostolska Jian’ou, prefektura apostolska Jianning (łac. Praefectura Apostolica Kienovensis, chiń. 天主教建瓯监牧区) – rzymskokatolicka prefektura apostolska ze stolicą w Jian’ou, w prefekturze miejskiej Nanping, w prowincji Fujian, w Chińskiej Republice Ludowej.

## Historia
6 maja 1931 z mocy decyzji Piusa XI wyrażonej w brewe Quae ad religionis erygowano misję sui iuris Jian’ou. Dotychczas wierni z tych terenów należeli do wikariatu apostolskiego Fuzhou (obecnie archidiecezja Fuzhou). 8 stycznia 1938 została ona podniesiona do rangi prefektury apostolskiej.
Z 1950 pochodzą ostatnie pełne, oficjalne kościelne statystyki. Prefektura apostolska Jian’ou liczyła wtedy:
- 1 450 wiernych (0,2% społeczeństwa)
- 15 kapłanów (2 diecezjalnych i 13 zakonnych)
- 9 sióstr zakonnych
- 6 parafii.

Od zwycięstwa komunistów w chińskiej wojnie domowej w 1949 prefektura apostolska, podobnie jak cały prześladowany Kościół katolicki w Chinach, nie może normalnie działać. Prefekt apostolski o. Paul Adam Curran OP został wydalony z komunistycznych Chin w 1951.
Prefektura nie istnieje w strukturach Patriotycznego Stowarzyszenia Katolików Chińskich, które nigdy nie mianowało w Jian’ou swojego ordynariusza. Brak jest informacji o jakimkolwiek prefekcie apostolskim z Kościoła podziemnego.
Od 2010 za prefekta apostolskiego Jian’ou Kościół uznaje abp Petera Lin Jiashana, byłego podziemnego koadiutora arcybiskupa Fuzhou, który w 2004 podjął współpracę z władzami państwowymi. PSKCh uczyniło go wtedy oficjalnym arcybiskupem Fuzhou w opozycji do wiernego papieżowi arcybiskupa podziemnego. Stolica Apostolska nie uznaje abp Lin Jiashana za arcybiskupa Fuzhou.

## Ordynariusze

### Superiorzy
- Paul Adam Curran OP[5] (1932 – 1937)
- William Ferrer Cassidy OP[5] (1932 - 1938)

### Prefekci apostolscy
- Michael Augustine O’Connor OP (1938 – 1941)
- Paul Adam Curran OP (1948 – 1953) de facto wydalony z komunistycznych Chin w 1951, nie miał po tym czasie realnej władzy w prefekturze
- sede vacante (być może urząd prefekta sprawowali duchowni Kościoła podziemnego) (1953 - 2010)
- abp Peter Lin Jiashan (2010 - nadal)